# Rivka Sturman
Rivka Sturman (geboren als Rivka Weinwurzel 1903 in Warschau, Russisches Kaiserreich; gestorben Januar 2001 in Israel) war eine israelisch-palästinensische Tanzpädagogin und Choreographin.
Rivka Weinwurzel war das jüngste von sechs Geschwistern, zwei Jungen und vier Mädchen. Sie erhielt schon früh in Deutschland Tanzunterricht und übersiedelte Ende der 1920er Jahre nach Palästina. Ab den frühen 1940er Jahren wurde sie – neben Gurit Kadman – zu einer der bedeutendsten Begründerinnen des jüdisch-palästinensischen (oder auch hebräisch genannten) und des späteren israelischen Volkstanzes. Aufgrund dieser beiden Protagonistinnen lag nach Matti Goldschmidt „der Beginn des israelischen Volkstanzes […] fest in deutschsprachiger und weiblicher Hand“, wobei für Rivka Sturman gerade die Abkehr von der deutschen Kultur die Voraussetzung schuf für ihr Verständnis von jüdisch-israelischer Kultur und deren Transformation in eine neue Tanztradition. Zwischen 1942 und 1983 schuf sie mehr als neunzig Tänze, die zum Teil zu Klassikern wurden und noch heute in Israel unterrichtet und getanzt werden.

## Herkunft und Heranwachsen in Deutschland
Zwei Jahre nach Rivkas Geburt, im Jahre 1905, übersiedelte die Familie Weinwurzel von Warschau nach Leipzig, wo Weinwurzel die Höhere Israelitische Schule, die nach ihrem Gründer Ephraim Carlebach benannte Ephraim-Carlebach-Schule, besuchte. Während ihrer Schulzeit wurde sie Mitglied im jüdischen Wanderbund Blau-Weiß. Die Mitgliedschaft in diesem zionistischen Jugendverband und die Bekanntschaft mit Gertrud Kaufmann, der späteren Gurit Kadman, die dem Blau-Weiß einen Besuch abstattete, um von ihren Erfahrungen in Palästina zu berichten, „bestärkten Rivka in der Überzeugung, daß ihre Zukunft im Gelobten Land zu suchen sei“.
Zunächst aber absolvierte Weinwurzel eine dreijährige Ausbildung als Kindergärtnerin, wobei es ihr immer wichtig war, dass diese in der Tradition von Pestalozzi gestanden habe. Danach ging sie nach Berlin, um dort Hebräisch zu lernen und sich in Physiotherapie weiterzubilden, und nahm Tanzunterricht bei Jutta Klamt. Sie trug sich mit dem Gedanken, Tanzlehrerin zu werden, bevor sie dann ihre Entscheidung für Palästina traf. 1923 machte Weinwurzel ihre ersten Erfahrungen als Tanzlehrerin im Jüdischen Volksheim und erwarb auf einem Bauernhof in der Nähe von Berlin landwirtschaftliche Kenntnisse. Dabei lernte sie wohl ihren künftigen Ehemann kennen, den aus Palästina stammenden Menachem Sturman, der in Berlin Veterinärwissenschaft studierte. Mit ihm zusammen wurden die Auswanderungspläne konkreter.
1925 besuchte Sturman erstmals die Familie ihres Mannes in Palästina. Ihr Aufenthalt im Kibbuz Kfar Giladi dauerte ein Jahr, bevor sie nach Berlin zurückkehrte. Sie nahm ein Anatomie- und Orthopädiestudium auf und arbeitete für den Keren Hayesod.

## Auf der Suche nach einem jüdisch-palästinensischen Volkstanz
1929, nachdem Menachem Sturman sein Veterinärstudium abgeschlossen hatte, übersiedelte das Paar nach Kfar Yehezkel. Sturman „spezialisierte […] sich auf orthopädische Gymnastik und organisierte Festivitäten mit Tanzeinlagen“. Im benachbarten En Charod lehrte sie auch Selbstverteidigung, bevor sie 1931 abermals nach Berlin zurückkehrte, um ihre Ausbildung in therapeutischer Gymnastik fortzusetzen. 1933 folgte ihre Rückkehr nach Kefar Yehezkel. Sie begann damit, Kindern Tanzunterricht zu geben und studierte nebenbei Tanz in Tel Aviv bei Gertrud Kraus und Paula Padani.
1937 zog das Ehepaar Sturman nach En Charod. Zu dieser Zeit war Volkstanz unter den jüdischen Einwanderern kaum bekannt, allenfalls in der Form einiger weniger übernommener Tänze aus den Herkunftsländern, zu denen auch die ursprünglich rumänische Hora zählte, die „in simplifizierter Form sogar zum jüdisch-palästinensischen Nationaltanz“ mutierte. Auch Sturman begeisterte sich für die Hora als Gemeinschaft und Zugehörigkeit stiftenden Tanz, der für sie – über alle unterschiedlichen Herkunftsländer hinweg – die Begeisterung der Einwanderer für den gemeinsamen Aufbau des Landes ausdrückte. Zugleich aber entwickelte sich eine vor allem von Immigrantinnen und Immigranten aus dem deutschsprachigen Raum vorangetriebene Bewegung, die es sich zum Ziel setzte, „die  Volkstänze  der  Diaspora, namentlich derjenigen Osteuropas, durch eigene, neu zu kreierende zu ersetzen. Die üblichen kulturellen Eckpfeiler einer Nation im europäischen Sinne wie Sprache, Literatur und Theater in wiederbelebtem Hebräisch sowie Musik und Malerei mit überwiegend bibelbezogenen Themen sollten nun durch den Tanz erweitert werden.“
Nicht unumstritten war allerdings, wie es zu diesen neuen Ausdrucksformen kommen könne. Bezogen auf den Volkstanz war etwa Tehila Rössler (1907-1959), eine in Palästina/Israel sehr bekannte Tanzpädagogin, die Sturman noch aus Deutschland kannte, der Meinung, dass sich Volkstanz aus der Tradition heraus entwickeln müsse und kein Resultat des Schaffens eines Künstlers sein könne. Sturman dagegen beharrte darauf, dass die Schaffung des neuen Gemeinwesens neuer Formen bedürfe, die erst noch kreiert werden müssten. Für sie stand deshalb fest, „dass der Volkstanz die schöpferische Tätigkeit von Individuen ist und nicht die eines ganzen Volkes. Und ich glaube, dass der Gestalter eines Volkstanzes kreativ ist aufgrund seines eigenen Wunsches, sein Bedürfnis nach geistigem und emotionalem Frieden zu befriedigen.“
Sturmans Hinwendung zu spezifisch israelisch-palästinensischen Volkstänzen hing entscheidend von einer Begegnung mit einer Jugendgruppe aus dem Kinder- und Jugenddorf Ben Shemen zusammen. Deren Leiter, Siegfried Lehmann, der auch der Gründer des Jüdischen Volksheims war, an dem Sturman 1923 in Berlin Tanzunterricht erteilt hatte, wurde von ihr heftig kritisiert:

„Seine Jugendgruppe trat in vielen Orten auf und kam auch nach Ein Harod. Ihre Tänze kamen bei unseren Jugendlichen sehr gut an. Aber ich merkte, dass seine Arbeit nicht wirklich israelisch war. Zum Beispiel benutzte er hauptsächlich deutsche Lieder. Das war in den frühen 1940er Jahren, und ich war, offen gesagt, empört, dass israelische Jugendliche deutsche Lieder und Tänze vortragen sollten, denn wir begannen zu verstehen, was die Deutschen uns antaten, und begriffen die ganze Tragödie des jüdischen Volkes, die Hitler herbeigeführt hatte. […] Ich wollte nicht, dass meine Kinder die selben Lieder trällern, die ich in Deutschland gesungen hatte, als ob alles in diesem Land glorreich und göttlich wäre. Was mich traurig machte, war, dass die israelischen Lehrer deutsches Material verwendeten, obwohl sie auf all das hätten zurückgreifen können, was in Israel neu war und sich entwickelte.“

Ein weiterer Anstoß kam hinzu, als ihre eigenen zwei Kinder den Kibbuz-Kindergarten besuchten und selber Adressaten der von den Betreuern vermittelten deutschen Lied- und Musikkultur wurden. Sturman fühlte sich dadurch erst recht bestärkt, nach einer jüdisch-palästinensische Volksmusik zu suchen und dazu kompatible Volkstänze zu entwickeln – frei von europäischen oder anderen Einflüssen. Ronen betont in diesem Zusammenhang die Bedeutung des kulturellen Klimas in Ein Harod für Sturmans weitere Entwicklung. Dieses einzigartige Klima resultierte aus dem Versuch der Kibbuz-Mitglieder, für sich einen eigenen Weg zu finden, dessen Eckpfeiler Ronen so zusammenfasst: „Die Diaspora überwinden, die alte Tradition weitertragen und sich von jedem religiösen Druck befreien. Erneuern, ohne das Alte zu vernachlässigen; das Althergebrachte wiederbeleben und die gegenwärtige Erfahrung wahrnehmen – um den richtigen Weg zwischen all diesen Widersprüchen zu finden.“
Sturman suchte in den 1930er Jahren Rat bei Paula Padani und Gurit Kadland in Tel Aviv, die allerdings ihre Auffassungen eines kreierten Volkstanzes, ebenso wie Tehila Rössler, nicht teilten. Sie erteilte derweil in En Harod weiterhin Tanzunterricht für Kinder und suchte zugleich nach neuen Ausdrucksmöglichkeiten. Zu Hilfe kamen ihr hierbei damals populäre Songs von Sara Levi-Tanai „Ich lernte von diesen Liedern, was die musikalischen, authentischen Quellen für unsere Tänze sein könnten: Jemenitisch, Arabisch und etwas einzigartig Gegenwärtiges – Israelisch, wenn sie so wollen.“
1942 wurde Sturman zu einer Schulabschlussfeier im nahen Gewa eingeladen. Sie sollte das Programm für die Feier choreographieren und lernte dabei den Komponisten Emanuel Amiran-Pougatchov (zumeist nur Emanuel Amiran) kennen, dessen Musik für sie wegweisend wurde. Sie selber brachte in Gewa den von ihr choreographierten Tanz Haroim zur Aufführung, eine arabische Traditionen aufgreifende Debka. In der Folgezeit entstand Sturmans erster Volkstanz nach ihren neuen Ideen. Er trug den Titel Ha goren (Die Scheune), und die Musik dazu stammte von Amiran. Aufgeführt wurde er erstmals 1944 beim ersten Dalia-Tanzfestiva, und die Aufführenden waren Jugendlichen aus En Harod, die vom dortigen Orchester begleitet wurden. Wie sehr auch Sturman bestrebt war, durch ihre neue Volkstänze eine kulturelle Eigenständigkeit des künftigen Israels voranzubringen, verdeutlichte sie in ihrem Interview mit Judith Brin Ingber, in dem sie auf das Dalia-Festival Bezug nahm:

„Von da an habe ich erkannt, dass der Volkstanz wertvoll ist für die Erziehung unserer Kinder zur besonderen geistigen und rhythmischen Qualität unseres Landes; für mich ist er das beste Mittel des nationalen und menschlichen Ausdrucks. Volkstanz kann über Freizeit, Vergnügen und Erholung hinausgehen, wie wir in Daliah gesehen haben. Diese Gedanken haben mich in all den Jahren meines Schaffens und Lehrens seither geleitet.“

## Die Adaption jemenitischer und arabischer Tanzelemente
Nach dem Dalia-Festival entstanden weitere Tänze von Sturman. Sie selber betonte die Bedeutung des Tanzes Debka Gilboa für ihr Schaffen, bei der sie auf eine arabische Tanzform zurückgriff. Ihr vermittelten die Tänze ihrer arabischen Nachbarn das Gefühl, sie seien eins mit der Landschaft und der Natur, die beiden Völkern, Arabern und Israelis, gemeinsam war. Ein Lehrer in En Harod hatte ihr erklärt, dass das arabische Wort debka und das hebräische davek die gleiche Bedeutung hatten: zusammenkleben, zusammenhalten. Dies sah sie insbesondere beim engen Schulterschluss der arabischen Tänzer realisiert, und somit stand für Sturman die Debka auch symbolisch für Zusammenhalt.
Von einem Zusammenhalt oder Schulterschluss zwischen Arabern und Juden konnte allerdings beim Kampf um den Berg Gilboa während des Unabhängigkeitskrieges keine Rede sein. 1947 war En Harod in die Kämpfe um den Gilboa hineingezogen worden, und Sturmans Söhne nahmen an der Schlacht um den Berg teil. Deren Kampf wollte sie in einem Volkstanz zum Ausdruck bringen, weswegen sie erneut Kontakt zu Emanuel Amiran aufnahm. Dass sie dazu extra in einer gefährlichen Zeit von dem abgelegenen En Harod nach Tel Aviv reiste, zeigt, wie bedeutsam ihr dieses Thema gewesen sein muss.
Amiran griff für seine Komposition auf ein biblisches Motiv aus dem 2. Buch Samuel zurück. In Kapitel 1;21 heißt es dort in Davids Klagelied: „Ihr Höhen von Gilboa, seid verflucht. Nie sollen Tau und Regen auf euch fallen.“ Amiran und Sturman aber verkehrten diesen Fluch – im „neuen zionistischen Pioniergeist“ – in sein Gegenteil: „Tau und Regen auf dem Berg Gilboa" (Tal u-Matar al Hare'i ha-Gilboa auf Hebräisch)“. Sie wollten einen Triumph demonstrieren. In diesem Sinne thematisierte der dazu kreierte Tanz das Vorrücken, Zurückweichen, erneutes Vorrücken und endgültiges Bezwingen des Berges (und der ihn verteidigenden Araber) durch die jüdischen Soldaten. Nach Ronen tauchten in der Debka Gilboa auch Bewegungselemente wieder auf,  die Sturman knapp 20 Jahre zuvor zur Selbstverteidigung in Kfar Yehezkel gelehrt hatte.
Einen deutlich kritischen Blick auf die Debka Gilboa und einen späteren Tanz von Sturman warf 1984 Elliot Cohen, der Sturman vorwarf, ihr Tanzstück verherrliche die Eroberung des Gilboa durch die jüdischen Siedler ebenso wie die damit einhergehende Vertreibung der einheimischen arabischen Bevölkerung. Ihr  Tanzstück „Yes, They Will Lose, das von Hunderten von israelischen Soldaten am ersten Unabhängigkeitstag 1949 aufgeführt wurde, verwendete Debka-Muster, um Akte des Angriffs und des endgültigen Triumphs über die lokale einheimische Bevölkerung zu verherrlichen“. Noch pointierter klingt diese Kritik bei Nicholas Rowe.

„Die zionistische Beschäftigung mit der Debka im frühen 20. Jahrhundert mag aus einer orientalistischen Neugier heraus entstanden sein, aus Spekulationen darüber, wie das Königreich Israel zwei Jahrtausende zuvor ausgesehen haben mag, oder aus einem Kulturaustausch zwischen Kolonisatoren und Kolonisierten. Sie wurde jedoch bald in einen umfassenderen politischen Prozess integriert, der letztlich die einheimische Bevölkerung marginalisierte. Tanzschritte, Formationen und Bewegungen wurden wegen ihres ästhetischen Wertes studiert und nachgeahmt und mit neuen symbolischen Bedeutungen versehen, die mit dem zionistischen Nationalismus in Verbindung gebracht wurden. Debka wurde nicht gelernt, um eine Reihe von Bedeutungen zu verkörpern, die den neuen Einwanderern in Palästina helfen würden, sich besser in die einheimische Bevölkerung zu integrieren, sondern um ein neues politisches Ideal auszudrücken. Man könnte also argumentieren, dass eine hegemoniale westliche Kolonialbewegung durch das Erlernen und Aufführen der Debka eine östliche kulturelle Identität entwickelte, die ihre Ansprüche auf das Territorium im Nahen Osten legitimieren sollte.“

Sturman erhielt 1949 die Einladung, eine Tanzgruppe aus Soldaten der Palmach zu bilden. In den Vorbereitungen dazu fiel ihr auf, dass es in Israel keine Paartänze für junge Leute gab. Um das zu ändern, benötigte sie wiederum eine neue Musik, die sich von der verbreiteten Tanzmusik der Tanzsäle unterscheiden sollte. Sturman fand keine geeignete Musik und bat deshalb ein junges Kibbuzmitglied und Schülerin von ihr, Nira Hen, etwas für sie zu komponieren. Die geeigneten Texte fanden sie im Hohelied Salomos, auf dessen Basis Nira Hen zwei Lieder komponierte: Dodi Li (Meine Geliebte) und Iti Melevanon (Aus dem Libanon). Ihren darauf aufbauenden Tanz nannte Sturman Mahol Haschnayim (Tanz für zwei), und der wurde von den Palmach-Tänzerinnen und Tänzern in Jerusalem aufgeführt.
Dass hier Tanz und Musik auf biblische Motive zurückgriffen, war in der israelischen Frühphase kein Zufall, denn es galt, über den Tanz „eine vereinheitlichende nationale Kulturkomponente umzusetzen. Religiöse Texte und bibelbezogene Feierlichkeiten bildeten im sozialistisch-säkularen Umfeld der Kibbuzim den einzigen gemeinsamen kulturellen Nenner aller Einwanderer und wurden lediglich deshalb als Mittel zum Zweck benutzt.“ Volkstanz war mehr als Vergnügen, und das zeigte sich auch bei der Einführung des Jemenitischen Schritts in die israelische Volkstanztradition, der von den „dem mitteleuropäischen Kulturkreis entstammenden Choreografen als exotisch und in ihrer Vorstellung den ursprünglich biblischen Tanzschritten als am ähnlichsten“ empfunden worden sei. Dass dieses exotisches Element überhaupt in den Blick geraten konnte, hatte politische Ursachen. In der Folge des Unabhängigkeitskrieges mussten im Rahmen der Operation Magic Carpet die jemenitischen Juden aus dem arabischen Jemen nach Israel ausgeflogen werden. Sturman besuchte 1949 auf Einladung der Histadrut zusammen mit Gurit Kadman ein Flüchtlingslager in Atlit. Dort erlebten sie eine Tanzdarbietung der Flüchtlinge, die Sturman sehr beeindruckte, vor allem aufgrund einer Schrittfolge, die sie als Basisform identifizierte, die in vielen Variationen immer wieder in den Tänzen der Jemeniten zu beobachten gewesen sei. Sturman war sich sicher, „an die Quelle eines unserer Grundschritte gekommen“ zu sein, den sie in der Folge vielen ihrer Tänze, so Mahol Haschnayim, Or Havatzalot und Be'er Basadeh (Brunnen auf dem Feld), zugrunde legte.
Rowe verbindet mit dieser Hinwendung zu jemenitischen Elementen in den neuen Volkstänzen einen Paradigmenwechsel in der israelischen Volkstanzbewegung. Nach ihm leitete die Hinwendung zu den Tänzen der jemenitischen Juden die Abkehr von der Debka ein und damit eine bewusste Abkehr von der zunehmend als feindlich empfundenen arabischen Kultur. Die vorgeblich reichen und lebendigen Beiträge der neu angekommenen jemenitischen Juden sollten den Vorzug erhalten vor den nun als monoton empfundenen arabischen Tänzen. Sturman ist für Rowe eine Protagonistin dieser Entwicklung.

## Tanzpädagogin, Tanzfunktionärin und Tanzbotschafterin
Sturman arbeitete viel mit Kindern und Jugendlichen zusammen weil sie der Meinung war, dass Tanz wichtig ist, um einen Sinn für Rhythmus, natürliche Bewegungen und auch für zwischenmenschliche Verbindungen zu vermitteln. Volkstanzunterricht in der Schule war für sie eine Möglichkeit, alle Kinder zum Tanzen zu bringen, nicht nur einige wenige Talente. Sie legte Wert auf eine enge Zusammenarbeit zwischen der Tanzlehrerin und dem Lehrpersonal, weil sie der Meinung war, dass alles, was eine Klasse gerade im Unterricht lernt, auch zum Gegenstand des Tanzunterrichts werden könne. Zugleich sollte der Volkstanz das Selbstwertgefühl der Kinder fördern, sie als Persönlichkeiten in den Blickpunkt der Kibbuz-Gemeinschaft rücken. Zwei, die davon in En Harod besonders profitierten, waren zwei Schwestern: die schon erwähnte Nira Hen und deren jüngere Schwester, die Tänzerin, Choreografin und Tanzpädagogin Mirali Sharon (1932-2017), die beim 2. Dalia-Tanzfestival im Jahre 1947 eine wichtige Rolle in den von Sturman choreographierten Tänzen spielte. Im gleichen Jahr war Mirali Sharon auch Mitglied der von Gurit Kadman und Rivka Sturman geleiteten Delegation bei den ersten Weltfestspielen der Jugend und Studenten in Prag. Es war das erste Mal, dass der neue israelische Volkstanz auf einem internationalen Forum gezeigt wurde.
Ende 1947 wurde Sturman Vorsitzende des Komitees für Volkstänze innerhalb der Kibbuzbewegung und war von da an immer „in vorderster Position in sämtlichen sachbezogenen Verwaltungs- oder Organisationskomitees“ zu finden, ohne dass sie sich dadurch davon abhalten ließ, weitere Tänze zu kreieren.
1950 hielt sie sich für drei Monate in Frankreich auf, um dort die neuen israelischen Tänze vorzustellen. Viele weitere Auslandsaufenthalte folgten, bei denen sich Sturman „als optimale Botschafterin für israelische Tänze und somit auch des Staates Israel zeigte“. Ab den 1960er Jahren wurden erstmals in größerer Zahl israelische Tänze in Deutschland verbreitet. In dieser Zeit kam auch Sturman in die Bundesrepublik und veranstaltete hier Tanzseminare. Neben europäischen Ländern besuchte Sturman viermal die Vereinigten Staaten, um auch da Tanzkurse und Workshops zum israelischen Volkstanz zu leiten. Sie war die erste israelische Fok-Tanzlehrerin an der Universität von Alaska und gehörte zum Stab der Santa Barbara Folk Dance Conference und des Stockton Folk Dance Camp.
Mitte der 1970er Jahre schlug Sturman dem israelischen Ministerium für Bildung und Kultur ein Programm für den Volkstanzunterricht von Vorschulkindern vor. Ihre für die Kinder von En Harod kreierten Tänze bildeten die Basis hierfür, und acht von ihnen waren unter den dreißig Tänzen einer Broschüre, die das Ministerium zum dreißigjährigen Bestehen Israels herausgab.

## Nachwirkungen
Die 1987 gegründete und in New York beheimatete Rikuday Dor Rishon, eine Vereinigung von Tanzbegeisterten, die sich dem Erhaltung und der Pflege der ersten Generation israelischer Volkstänze widmet, veranstaltete 2003 zur Erinnerung an den 100. Geburtstag von Rivka Sturman einen Workshop, der von Ayalah Goren-Kadman geleitet wurde. Ayalah Goren-Kadman ist die Tochter von Gurit Kadman und selber eine der führenden Lehrerinnen, Choreografen und Forscherinnen des israelischen Volkstanzes und des ethnischen Tanzes.

## Werke
Im WorldCat sind viele Werke von Rivka Sturman verzeichnet, die meisten auf Hebräisch. Es handelt sich zumeist Choreographien ihrer Tänze oder um die dazugehörige Musik. Hier eine kleine Auswahl englischsprachiger Arbeiten:
- 10 folk dances for all ages, Mifaley Tarbut Vechinuch, Tel Aviv 1962.
- Dance with Rivka. Israeli folk dances, Musik-LP, Tikva Records, New York 1965. Anspielungen der Titel sind zu hören auf Apple Music, in voller Länge steheh sie auf YouTube zur Verfügung.
  - Auf dem YouTube-Video ist Rivka Sturman am Anfang dabei zu sehen, wie sie ihren Tanz Nigun Atik ankündigt.
- Auf der Webseite israelidances.com stehen mehrere von Rivka Sturman choreographierte Tänze als Videos zur Verfügung.